# 伊朗人民敢死队组织（多数派）
伊朗人民敢死队组织（多数派）（羅馬化：Sāzmān-e fedaiyān-e khalq-e Irān (aksariat)）是一个伊朗左翼流亡反对派政党。该党成立于1980年6月，分裂自伊朗人民敢死游击队组织。最初，该党取名为伊朗人民敢死游击队组织（多数派）；1988年5月1日，改用现名。该党主张推翻现在的伊朗伊斯兰共和国政府，建立伊朗世俗共和国。1980年—1991年，该党被视为伊朗最大的共产主义组织之一。目前，该党持民主社会主义立场。该党与伊朗人民党关系密切。